# Почему социализм?
«Почему социализм?» — статья Альберта Эйнштейна, опубликованная в мае 1949 года в первом номере журнала «Monthly Review». Статья посвящена критике капиталистической системы, в ней обосновывается необходимость развития социалистических принципов развития общества и предложены решения проблем плановой экономики.

## Содержание
В статье обосновывается нежизнеспособность экономической анархии капиталистических отношений, которые являются причиной социальной несправедливости. Согласно Эйнштейну, основной мотив капиталистического общества — получение прибыли — приводит к неизбежным циклам бумов и депрессий, что, в свою очередь, постоянно поощряет человеческий эгоизм и, в конечном итоге, разрушает принципы сотрудничества между людьми.
Критикуя плановую экономику, Эйнштейн отвечал, что «плановая экономика ещё не является социализмом», поскольку может быть построена на правлении «всесильной бюрократии», что приводит к «полному порабощению индивидов». Поэтому критически важно, чтобы при построении социализма была установлена система, защищающая права человека.